# Saab Sonett III
De  Saab Sonett III is een tweepersoons sportauto gebouwd door Saab, als opvolger van de Saab Sonett II.
Aan het einde van de jaren 60 raakte het ontwerp van de Sonett II wat uit de tijd. In de autopers in de VS kregen het ontwerp en weggedrag slechte kritieken. Voor het nieuwe ontwerp van een Sonett III deed Saab een beroep op Sergio Coggiola. Voor de productie was het belangrijk dat het middendeel ongewijzigd bleef maar Coggiola legde die eis naast zich neer en ontwierp een bredere auto. Het ontwerp van Coggiola werd veranderd door Gunnar A. Sjögren om toch het middendeel van een Sonett II te kunnen gebruiken. De scharnierende achterruit werd ook het kofferdeksel, waardoor de toegang ook verbeterde (de Sonett II had maar een klein bagageluikje).
De carrosserie was van vezelversterkte kunststof (glasvezel en polyester) met deurpanelen, motortoegangsluik en koplamphouders van pvc, op een stalen chassis. Het motorcompartiment was slechts toegankelijk via een relatief klein luikje in de motorkap. Voor uitgebreide reparaties moest de hele voorkant van de auto losgemaakt worden. Het chassis van de Sonett II en III heeft veel onderdelen gemeen met de Saab 96 (wielophanging, remmen).
De naam Coggiola kwam niet op de nieuwe auto, misschien omdat zijn oorspronkelijke ontwerp zo veel was veranderd. Wegens vraag uit de markt kreeg de Sonett III een versnellingspook op de vloer in plaats van aan de stuurkolom, zoals in de Sonett II en Saab 96. Door de importeur in de VS aangebrachte airconditioning was ook beschikbaar als optie.
Net zo als in een Opel GT werden de pop-up-koplampen bediend door een stelsel van handmatig te bedienen stangen. Om te voldoen aan scherpere eisen in de VS kreeg de auto in 1973 dikke rubberen bumpers (aangepast van de Saab 99) in plaats van de kleine smalle.
De Sonett III had de type-indicator '97' in het chassisnummer en gebruikte dezelfde Ford Taunus V4 motor als daarvoor in de Sonett II en Saab 96, met 1500 cc in 1970 en vanaf het najaar van 1970 (model jaar 1971) met een 1700 cc om te kunnen voldoen aan de strengere milieueisen in de VS. Beide motortypen hadden 55 pk (48 kW). De Sonett III haalde 0–100 km/u in 13 s en had door een andere differentieelverhouding een topsnelheid van 165 km/u. De luchtweerstandscoëfficiënt was 0,31.
De productie werd gestopt in 1974 wegens nog strengere emissieeisen in de VS. In totaal werden er 10.236 exemplaren van de Saab 97 (Sonett II + III) gemaakt.
Vroegere modellen:
92001 · 
92 · 
93 · 
Sonnett I · 
95 · 
96 · 
Sonnett II · 
Sonnett III · 
99 · 
90 · 
600 · 
900 · 
9000 · 
9-3 · 
9-5 ·
9-4X · 
9-7X
Voormalig geplande modellen:
9-1/9-2 · 
9-6X
Conceptmodellen:
Aero-X · 
9-X